# 동암중학교 (인천)
동암중학교(銅岩中學校)는 대한민국 인천광역시 부평구 십정동에 있는 공립 중학교이다.

## 학교 연혁
- 1984년 10월 10일 : 학교 설립인가 (30학급)
- 1985년 3월 1일 : 초대 정대영 교장 취임
- 2004년 9월 10일 : 도서실 개가식 시설 개조
- 2005년 9월 1일 : 신관(특별교실 및 강당) 신축
- 2006년 12월 12일 : 컴퓨터실 첨단화 시설 구축
- 2008년 2월 10일 : 학교 냉난방 시설 구축
- 2010년 3월 1일 : 특수학급(1학급) 설치
- 2011년 5월 31일 : 친환경 리모델링 그린스쿨 인증
- 2013년 3월 4일 : 인천광역시교육청 지정 갈등해결 시범학교 운영
- 2017년 6월 1일 : 부평구 교육혁신지구 지정
- 2020년 3월 1일 : 행복배움미래학교(미래형혁신학교) 승인
- 2022년 3월 2일 : 남녀공학 전환
- 2023년 3월 1일 : 제16대 성기신 교장 취임
- 2024년 1월 10일 : 제36회 졸업식(67명, 누계 12,528명)
- 2024년 3월 4일 : 입학식(신입생 106명 남학생 68명, 여학생 38명)

## 참고 자료
- 동암중학교 - 한국교육학술정보원 학교알리미